# Mesorregión del Sur Baiano
La mesorregión del Sur Baiano es una de las siete  mesorregiones del estado brasileño de Bahía. Es formada por la unión de setenta municipios agrupados en tres  microrregiones.
En esta mesorregión se localizan grandes plantaciones de cacao, además de sus bellas playas del estado. Su economía es bastante diversificada, incluye la agricultura en la extracción de cacao, en los polos industriales y en el turismo.
Los principales municipios son: Ilhéus, Itabuna y Porto Seguro.

## Microrregiones
- Ilhéus-Itabuna
- Porto Seguro
- Valença

- Datos: Q14211225